# Misilyah
Ne doit pas être confondu avec Misliya.
Misilyah est un village palestinien situé à 14 km au sud de la ville de Jénine, dans le nord de la Cisjordanie. Selon le Bureau central palestinien des statistiques, la ville avait une population de 2 252 habitants au cours de l'année 2006. Le village est connu par ses cultures agricoles comme l'huile d'olive, les raisins et les légumes. Des ruines qui appartiennent aux époques romaine et islamique ont été retrouvées dans le village.

## Colonisation israélienne
Tsahal revendique avoir tué deux « terroristes » à Misilyah le 16 avril 2025.

## Notes et références

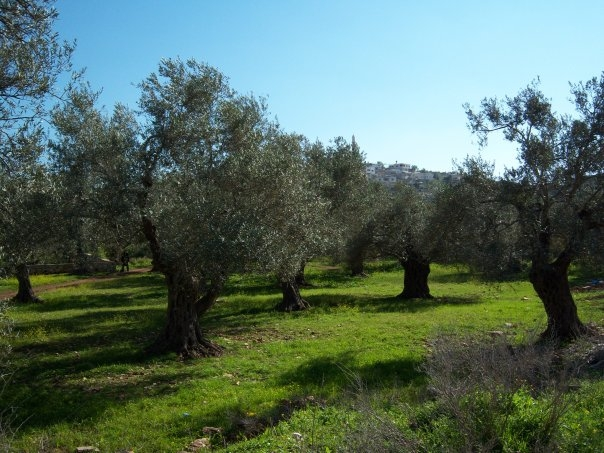
Oliviers dans Misilya